# 鹭鸶草
鹭鸶草（学名：Chlorophytum major）是百合科吊兰属的植物，为中国的特有植物。分布于中国大陆的贵州、四川、云南等地，生长于海拔1,200米至1,900米的地区，多生在山坡上及林下草地，目前尚未由人工引种栽培。

## 别名
土洋参（四川）

## 种下等级
- Chlorophytum minor (C. H. Wright) Hemsl.